# Idre
Idre ist ein Ort (tätort) in der schwedischen Provinz Dalarnas län und der historischen Provinz Dalarna. Er ist nach dem Hauptort Älvdalen der zweitgrößte Ort in der Gemeinde Älvdalen. Folgt man der durch den Ort verlaufenden Reichsstraße 70 etwa 30 Kilometer nach Westen, erreicht man die norwegische Grenze.
Bekannt ist Idre vor allem für sein Wintersportangebot, wobei sich die größte Anlage im Gebiet des Idre Fjäll befindet. Regelmäßig finden hier Rennen des Biathlon-IBU-Cups statt. In den Sommermonaten wird der Ort als Ausgangspunkt für Wanderungen genutzt. Im nahen Fjällgebiet werden von den Samen Rentiere gezüchtet; das samische Dorf Idre sameby ist das südlichste Sameby in Schweden.
Der direkt neben dem Ort befindliche Flugplatz Idre wurde von 1994 bis 1999 als regionaler Flugplatz mit Verbindungen zum Flughafen Stockholm/Arlanda genutzt. Nach dem Verkauf durch die Gemeinde ist der reguläre Flugbetrieb eingestellt.

## Wintersport
Idre ist ein berühmter Wintersportort mit bedeutenden Einrichtungen in den Bergen rund um die Gemeinde. Der größte davon ist Idre Fjäll. Idre ist der viertgrößte Wintersportort Schwedens nach Åre, Sälen und Vemdalen.

## Bildergalerie

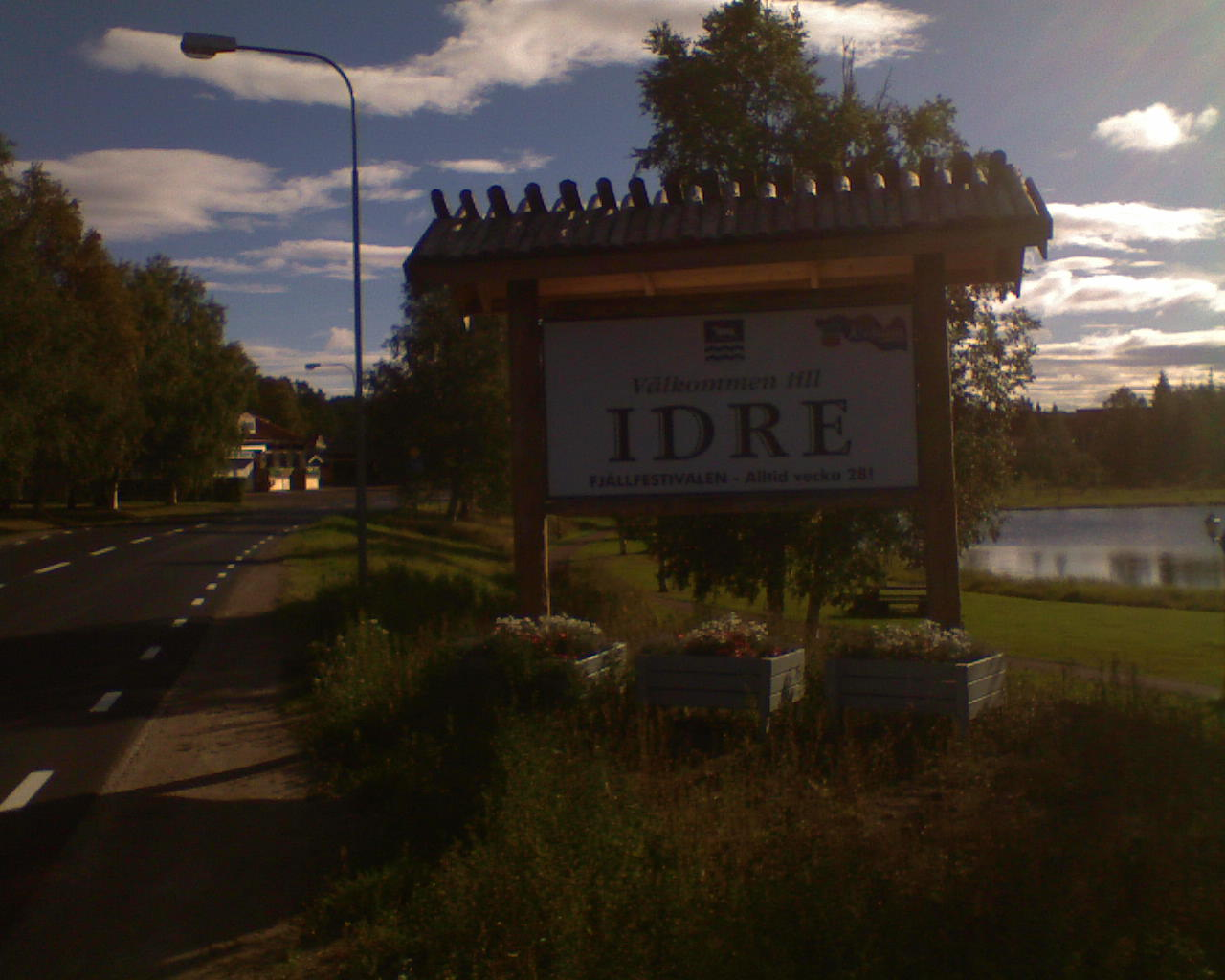
Idre (2007)
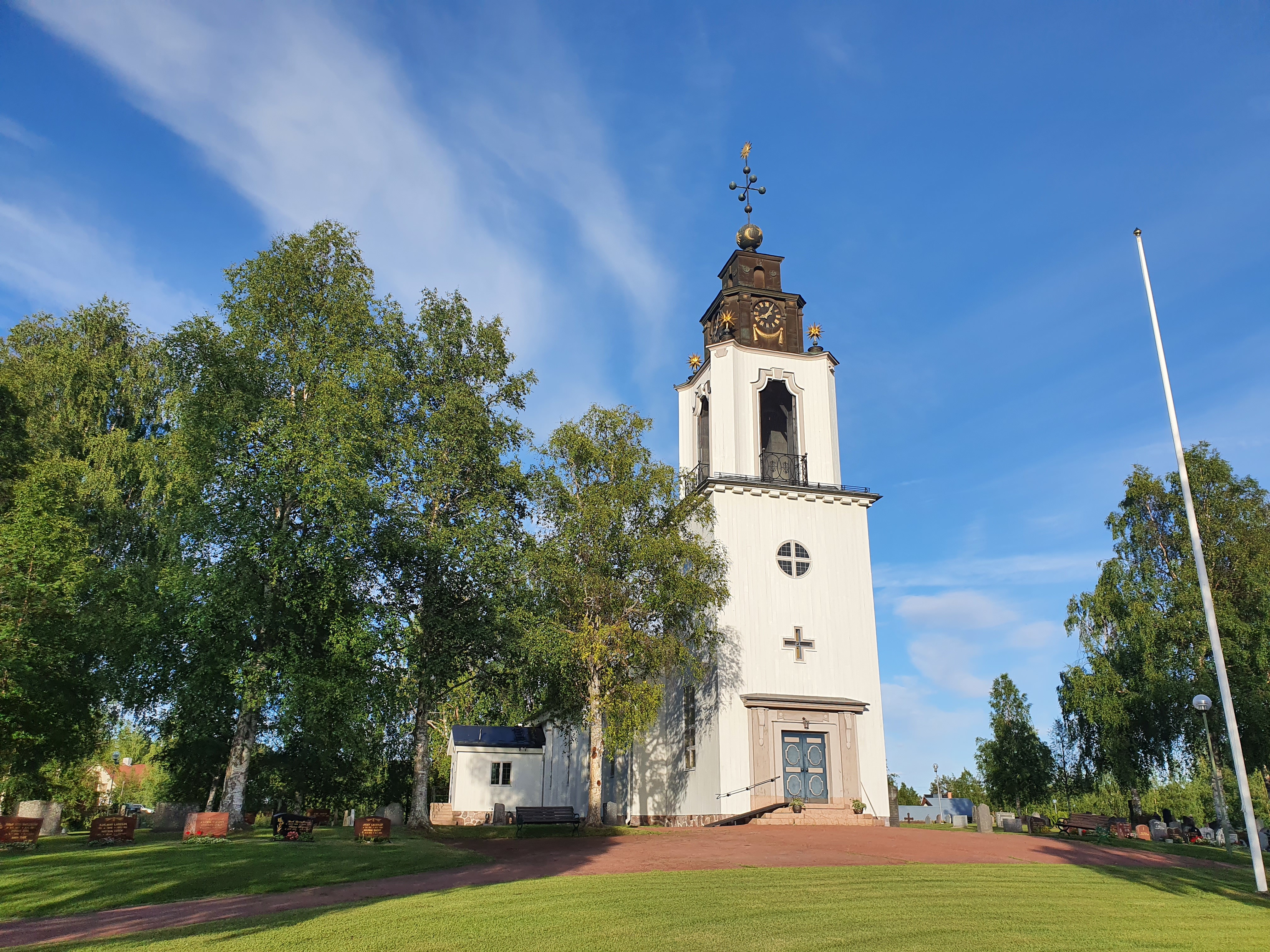
Evangelische Kirche (2020)
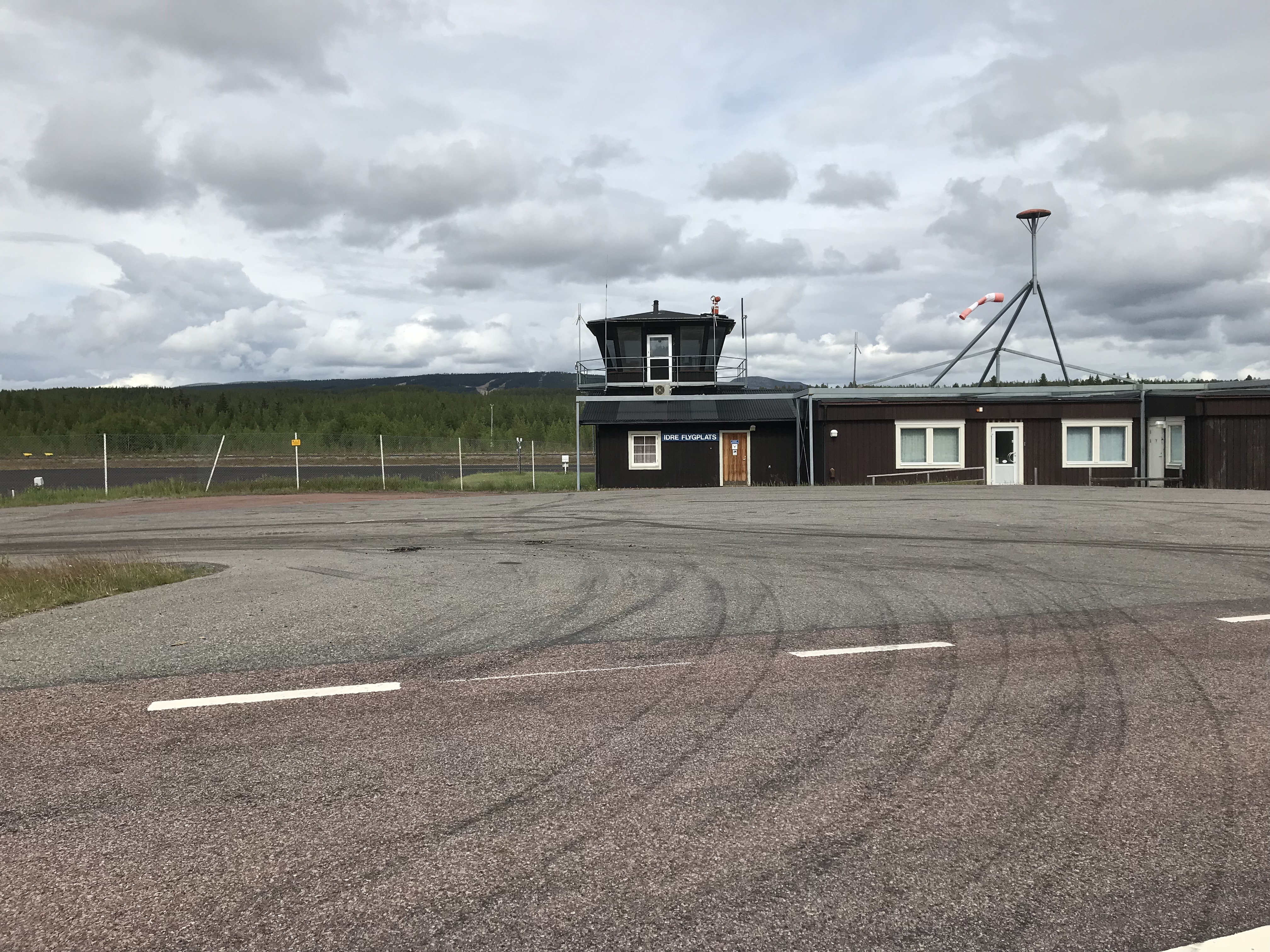
Flugplatz (2020)
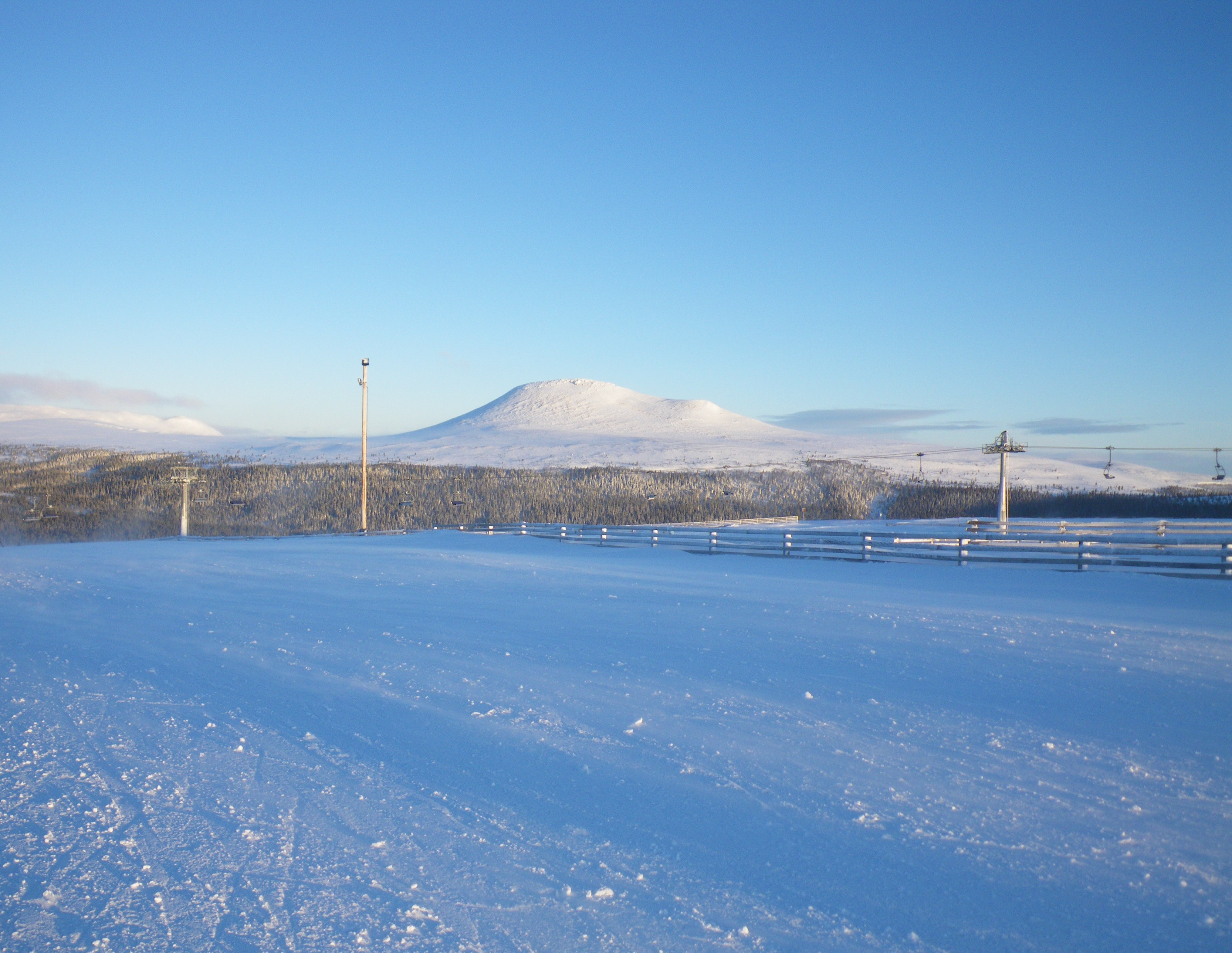
Idre Fjäll (2011)
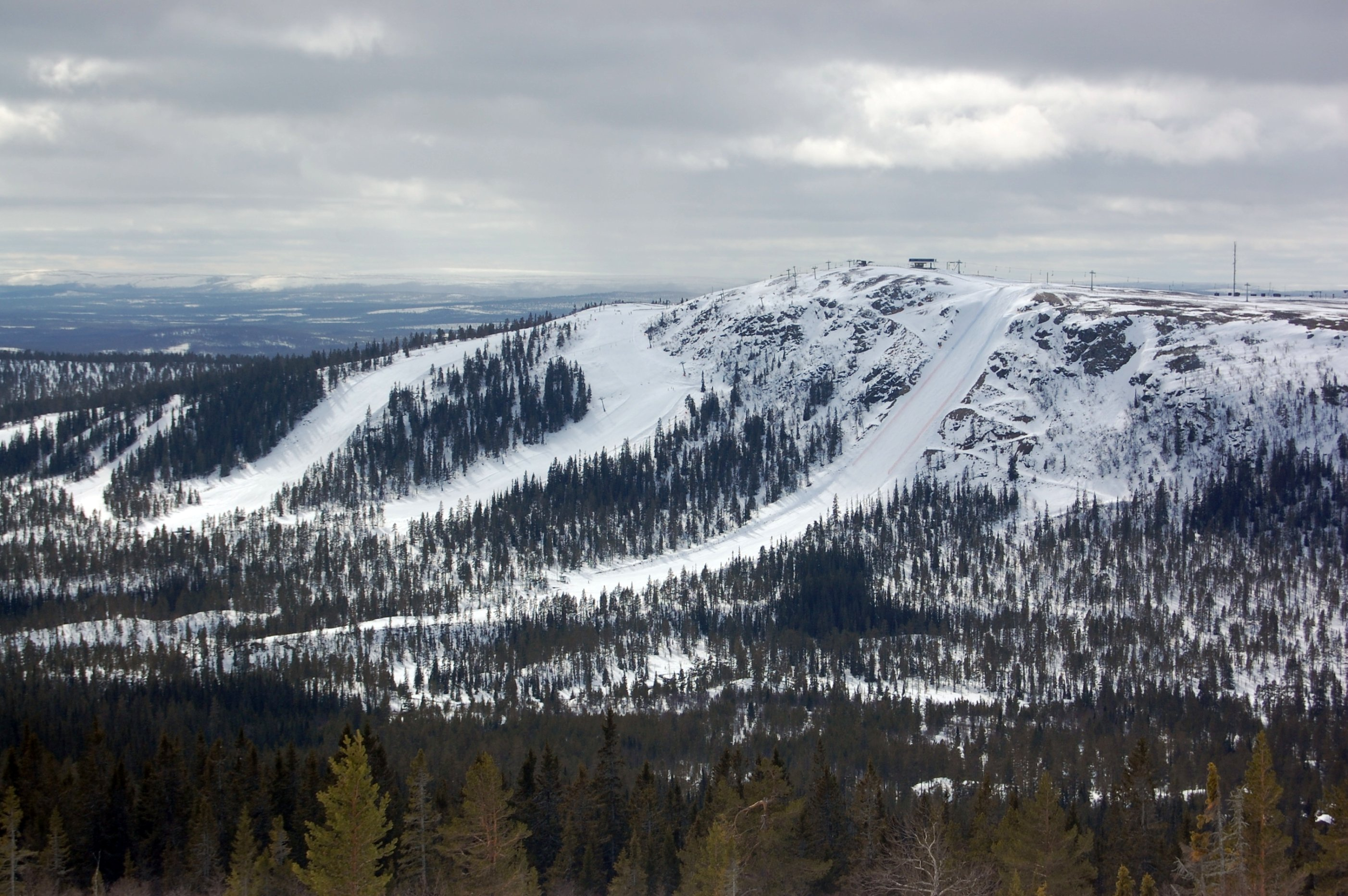
Idre Fjäll (2011)